# Thief II: The Metal Age
Thief II: The Metal Age (с англ. — «Вор II: Эпоха Металла») — продолжение серии Thief, повествующее о дальнейших похождениях вора Гаррета, разработанное Looking Glass Studios и выпущенное Eidos Interactive в 2000 году.

## Игровой процесс
По сравнению с первой частью, игровой процесс не претерпел значительных изменений: по-прежнему поощрялись скрытные действия со стороны игрока. Основные нововведения коснулись сеттинга игры, с приходом новой фракции, Механистов, мир Thief ещё более сместился в сторону стимпанка: появились роботы-автоматы, камеры слежения и системы безопасности. Одновременно все «необъяснимые» и странные существа (зомби, призраки, проявления магии) практически перестали встречаться.
Игровые уровни стали больше по размерам и насыщеннее различными элементами. Прохождение каждого уровня может занимать до двух часов реального времени.
Разработка была начата спустя полгода после выхода The Dark Project. Для игры был обновлён игровой движок Dark Engine, который стал поддерживать 16-битные цвета, более высокополигональные модели персонажей, цветное освещение и погодные эффекты. Изменения также затронули искусственный интеллект неигровых персонажей: некоторые персонажи спасались бегством и звали на помощь при обнаружении игрока, стражи становились обеспокоенными, если обнаруживали отсутствие некоторых предметов на своих местах. Появились новые предметы в арсенале, как осветительные шашки или наблюдательные сферы, подключенные к электромеханическому глазу Гаррета.
Планировалось, что в игре будет мультиплеер, однако в финальную версию он не был включён.
Одновременно с The Metal Age студия Looking Glass занималась совместным с Irrational Games проектом System Shock 2.

## Сюжет
Действие происходит спустя некоторое время после событий первой части. Гаррет занимается своим обычным ремеслом — воровством. Город за это время сильно изменился — огромное влияние получила новая секта Механистов, некогда отколовшаяся от церкви Хаммеритов, а теперь затмившая её по популярности. Механисты повсеместно ввели новые изобретения — камеры слежения, охранные системы, роботов на паровой тяге. Представители остальных группировок — Хаммериты и Язычники — были негласно объявлены вне закона и подвергаются гонениям.
Однажды Гарретт получает срочное и «деликатное» задание — он должен проникнуть в штаб-квартиру Городской стражи и подставить одного из офицеров стражи, лейтенанта Хогена, рьяного гонителя Язычников. Там он узнаёт, что другой офицер, тайно симпатизирующая Язычникам лейтенант Мозли, пытается противостоять коррумпированному шерифу Горману Труарту.
Возвращаясь после успешной вылазки, Гаррет попадает в западню — стражники ждут его в таверне, где он обычно сбывает краденное. Сбежав от них, Гаррет получает сведения от Хранителей, что за этим стоят шериф Горман Труарт и лидер Механистов Каррас. Гаррет понимает, что стал объектом необъяснимого и целенаправленного преследования. Проникнув в семинарию Механистов, Гаррет подслушивает разговор шерифа и Карраса. На встрече раскрывается часть зловещего плана — шериф поставляет Механистам людей из отбросов общества для какого-то эксперимента.
Каррас предусмотрительно записывает разговор на фонограф и помещает запись в Городской банк. Выкрав компрометирующий материал из ячейки банка, Гаррет надеется шантажировать им шерифа, однако не успевает — кто-то, проникнув в покои шерифа, убивает его. Оставленные улики указывают на лейтенанта Мозли. Проследив за ней, Гаррет выходит на связного Язычников, на которого нападают Механисты. Идя по кровавому следу, Гаррет обнаруживает неизвестного союзника Мозли — Викторию, бывшую компаньоншу бога Язычников Трикстера. Она предлагает забыть былую вражду и заключить союз против более сильного врага — Механистов.
Гаррет проникает в штаб-квартиру Механистов как раз к тому времени, когда Каррас с помощью записи своего выступления презентует верхушке знати Слуг, странных созданий, действующих против своей воли.
Чтобы выяснить замысел Карраса, Гаррет похищает брата Кавадора. Допросив его, Виктория сообщает, что Слуги — это прежние люди, которые управляются по приказу Карраса. В маску каждого из слуг встроен Культиватор, устройство Древних, который в назначенный срок выпустит в садах и оранжереях богачей ржавильный газ, уничтожающий любую органику, пока не осядет. Сумасшедший Каррас решил уничтожить все живое в Городе и заселить его механизмами.
Виктория предлагает напасть на Собор Механистов, Соулфорж, именно тогда, когда Каррас собирается дать сигнал Слугам. Гаррет отказывается от этого плана, и тогда Виктория нападает на Соулфорж самостоятельно. Хранитель Артемус сообщает об этом Гаррету и убеждает его проникнуть в Собор. Виктория, не справившись с бесчисленными ордами паровых роботов, погибает на глазах Гаррета, однако она успевает зарастить весь Собор растениями. Гаррет, перенастроив систему управления Слугами, возвращает их обратно в Собор. Помещения Собора наполняются смертельным газом, жертвой которого становится сам Каррас.

## Дальнейшая разработка
| Сводный рейтинг       | Сводный рейтинг |
| Агрегатор             | Оценка          |
| --------------------- | --------------- |
| GameRankings          | 89,14 %         |
| Metacritic            | 87/100          |
| Иноязычные издания    |                 |
| Издание               | Оценка          |
| GameSpot              | 8,6/10          |
| IGN                   | 9/10            |
| Русскоязычные издания |                 |
| Издание               | Оценка          |
| Absolute Games        | 85 %            |

Планировалось, что будет выпущена улучшенная версия Thief II: Gold (как это было с первой частью), однако из-за тяжёлого финансового положения своего издателя Eidos Interactive студия Looking Glass закрывается спустя три месяца после выхода игры. Пять дополнительных миссий, находившихся на разной стадии готовности, так и не были завершены. Членами сообщества игры были предприняты попытки выпустить Thief II: Gold в виде фан-миссий. На данный момент выпущена только одна миссия — First City College.
Благодаря доступному SDK (редактор уровней DromEd) вокруг игр Thief возникло сообщество разработчиков миссий, создавших свыше 800 оригинальных фан-миссий для первой и второй части игры. Своеобразной вершиной стало неофициальное дополнение под названием «Thief 2X: Shadows of the Metal Age», выпущенное группой The Dark Engineering Guild в 2005 году. В нём представлены приключения молодой девушки Заи. Действия происходят примерно в то же время, что и The Metal Age.
Thief 2X получил пристальное внимание со стороны игровой прессы. Журнал PC Gamer назвал дополнение «одним из самых впечатляющих достижений среди сообществ всех игр» («one of the most impressive achievements of any fan community for any game»). Обсуждая моддинг игр, журнал Computer Games назвал дополнение «самым большим и лучшим модом за последний год» («Arguably the biggest and best mod of the past year»).